# Erigone crucifera
Erigone crucifera là một loài nhện trong họ Linyphiidae.
Loài này thuộc chi Erigone. Erigone crucifera được Tord Tamerlan Teodor Thorell miêu tả năm 1895.